# Belén de Bajirá
Belén de Bajirá è un comune della Colombia facente parte del dipartimento di Chocó.
È situato nella subregione di Urabá, nella valle del fiume Atrato. Belén de Bajirá e le zone circostanti sono state al centro di una disputa territoriale tra i dipartimenti di Chocó e Antioquia.